# Cutler Bay
Cutler Bay ist eine Stadt im Miami-Dade County im US-Bundesstaat Florida. Das U.S. Census Bureau hat bei der Volkszählung 2020 eine Einwohnerzahl von 45.425 ermittelt.

## Geographie
Cutler Bay liegt etwa 20 km südlich von Miami an der Biscayne Bay. Im Norden grenzt Palmetto Bay an die Stadt.

## Demographische Daten
Laut der Volkszählung 2010 verteilten sich die damaligen 40.286 Einwohner auf 14.620 Haushalte. Die Bevölkerungsdichte lag bei 2543,3 Einw./km². 77,3 % der Bevölkerung bezeichneten sich als Weiße, 14,2 % als Afroamerikaner, 0,2 % als Indianer und 2,3 % als Asian Americans. 2,8 % gaben die Angehörigkeit zu einer anderen Ethnie und 3,2 % zu mehreren Ethnien an. 54,5 % der Bevölkerung bestand aus Hispanics oder Latinos.
Im Jahr 2010 lebten in 43,8 % aller Haushalte Kinder unter 18 Jahren sowie 24,2 % aller Haushalte Personen mit mindestens 65 Jahren. 76,9 % der Haushalte waren Familienhaushalte (bestehend aus verheirateten Paaren mit oder ohne Nachkommen bzw. einem Elternteil mit Nachkomme). Die durchschnittliche Größe eines Haushalts lag bei 3,00 Personen und die durchschnittliche Familiengröße bei 3,38 Personen.
28,5 % der Bevölkerung waren jünger als 20 Jahre, 27,5 % waren 20 bis 39 Jahre alt, 29,1 % waren 40 bis 59 Jahre alt und 14,9 % waren mindestens 60 Jahre alt. Das mittlere Alter betrug 36 Jahre. 48,3 % der Bevölkerung waren männlich und 51,7 % weiblich.
Das durchschnittliche Jahreseinkommen lag bei 65.188 $, dabei lebten 10,0 % der Bevölkerung unter der Armutsgrenze.

## Verkehr
Cutler Bay wird von den Florida State Roads 821 (Homestead Extension of Florida’s Turnpike, mautpflichtig) und 989 sowie vom U.S. Highway 1 (SR 5) durchquert bzw. tangiert. Die nächsten Flughäfen sind der nationale Kendall-Tamiami Executive Airport (10 km nordwestlich) sowie der Miami International Airport (25 km nördlich).